# Jean Joseph Dareau-Laubadère
Pour les articles homonymes, voir Dareau et Laubadère.
Jean Joseph Dareau-Laubadère est un homme politique français né en 1757 à Castelnau-Rivière-Basse (Hautes-Pyrénées) et mort dans cette commune le 27 avril 1834.

## Biographie
Juge au tribunal de district de Vic, il est élu comme suppléant à l'assemblée législative en 1791 et est appelé à siéger immédiatement. Le 25 germinal an VI, il est nommé haut juré des Hautes-Pyrénées et devient juge à la cour d'appel de Bordeaux en 1800.